# Degerloch
Koordinaten: 48° 45′ N, 9° 10′ O
Degerloch ist ein Stadtbezirk am Südrand der Stuttgarter Innenstadt auf der Filderebene. Der Bezirk Degerloch wurde 1956 durch die Vereinigung der bis 1908 selbstständigen Gemeinde Degerloch und des in den 1930er-Jahren gegründeten Stuttgarter Stadtteils Hoffeld gebildet.

## Geographie

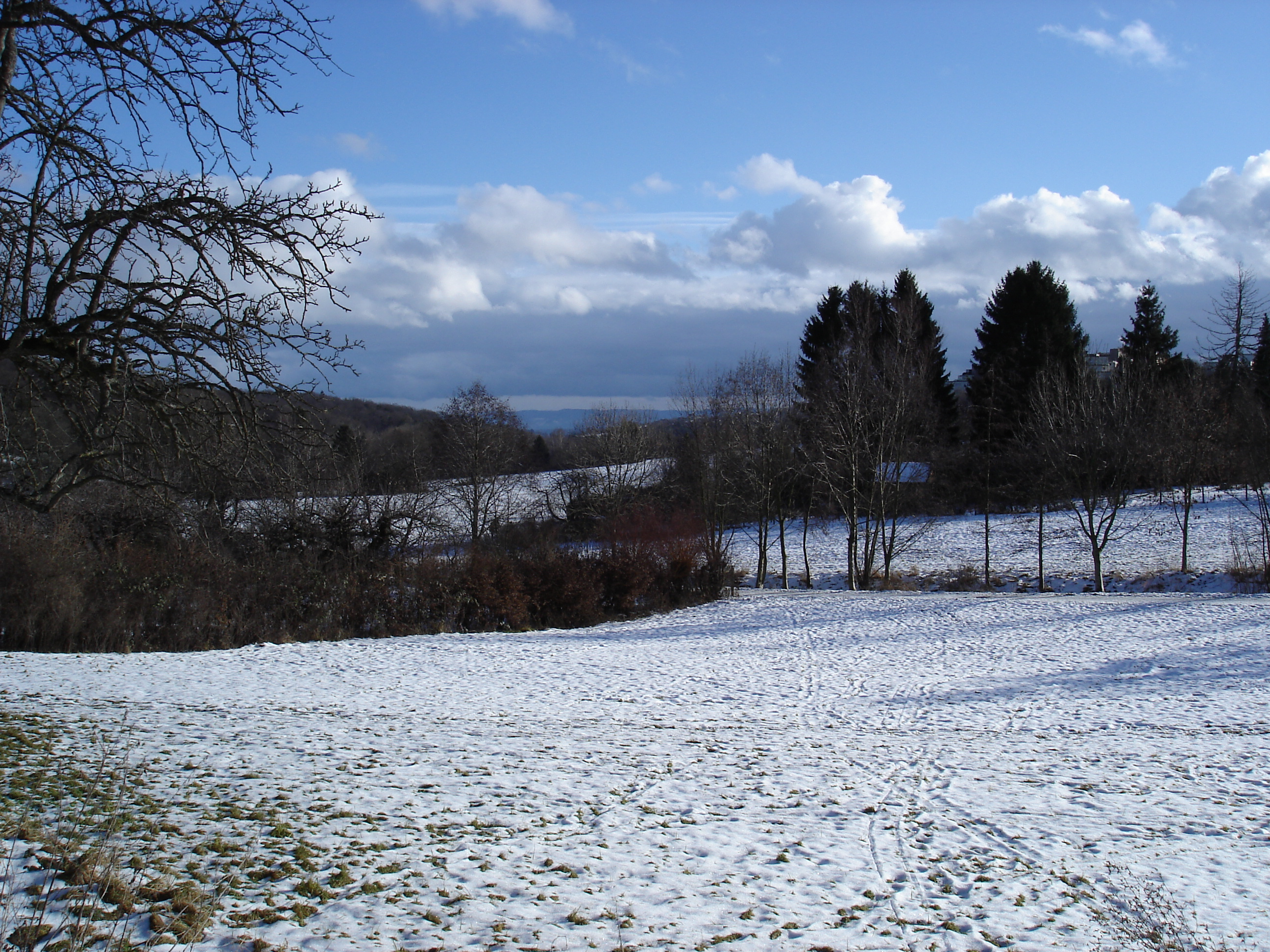
Ramsbachtal im Winter

Degerloch liegt am nördlichen Rand der Filderhochebene, die über 200 Meter höher als die Stuttgarter Innenstadt liegt. Von der Jahnstraße fällt Degerloch nach Norden hin steil in Richtung Innenstadt, nach Süden hin flach in Richtung des Tals des Ramsbach ab, eines Körsch-Zuflusses.
Im Norden des bebauten Areals befindet sich das Geschäftszentrum, an das südlich das alte Zentrum mit Michaelskirche, Zehntscheuer, dem 2006 grunderneuerten Bezirksrathaus (Bürgerzentrum) sowie dem 2005 neu erbauten Feuerwehrhaus angrenzt. Im Südwesten befindet sich das Gewerbegebiet „Tränke“.
An die Bebauung schließen sich im Westen und im Süden (Ramsbachtal) Felder, Wiesen und Gärten, im Osten Wald an. Im Norden geht die dem Gefälle entsprechend aufgelockerte Wohnbebauung in die der Innenstadt über. 3,5 Hektar Weinbergfläche in Südwestlage bilden dort den Rest des Degerlocher Scharrenbergs, der um 1850 noch 23 Hektar einnahm (siehe Weinbau in Stuttgart). Im Nordwesten schließt sich mit der Waldau ein großes Sport- und Freizeitgebiet an, in dem viele Vereine wie auch die Stuttgarter Kickers ihre Heimat haben.

## Wohnlage
Die Wohnlagen Waldau und Haigst gelten in Stuttgart als zwei der teuersten Adressen. Zahlreiche Villen und frei stehende Wohnhäuser mit großen Gärten, viele mit Aussicht auf die Innenstadt, prägen diese Gebiete.
In einer Villa in der Löwenstraße lebte der erste Bundespräsident der Bundesrepublik Theodor Heuss für einige Zeit. Die Villa ist heute mit einer Gedenktafel gekennzeichnet.

## Geschichte

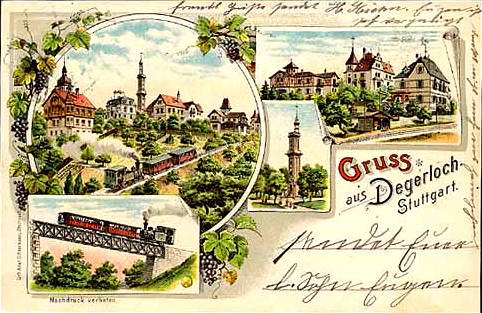
Degerloch mit Dampf-Zahnradbahn 1897
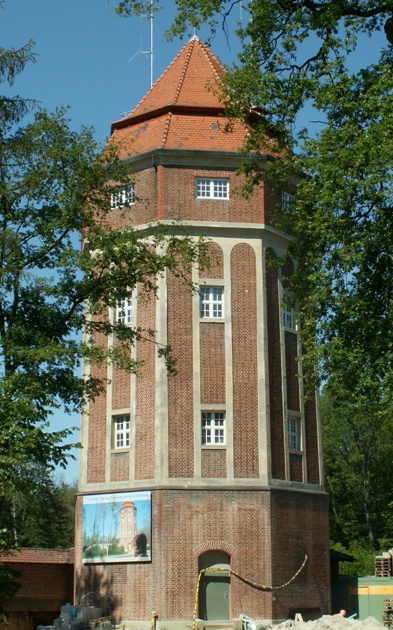
Wasserturm Stuttgart-Degerloch
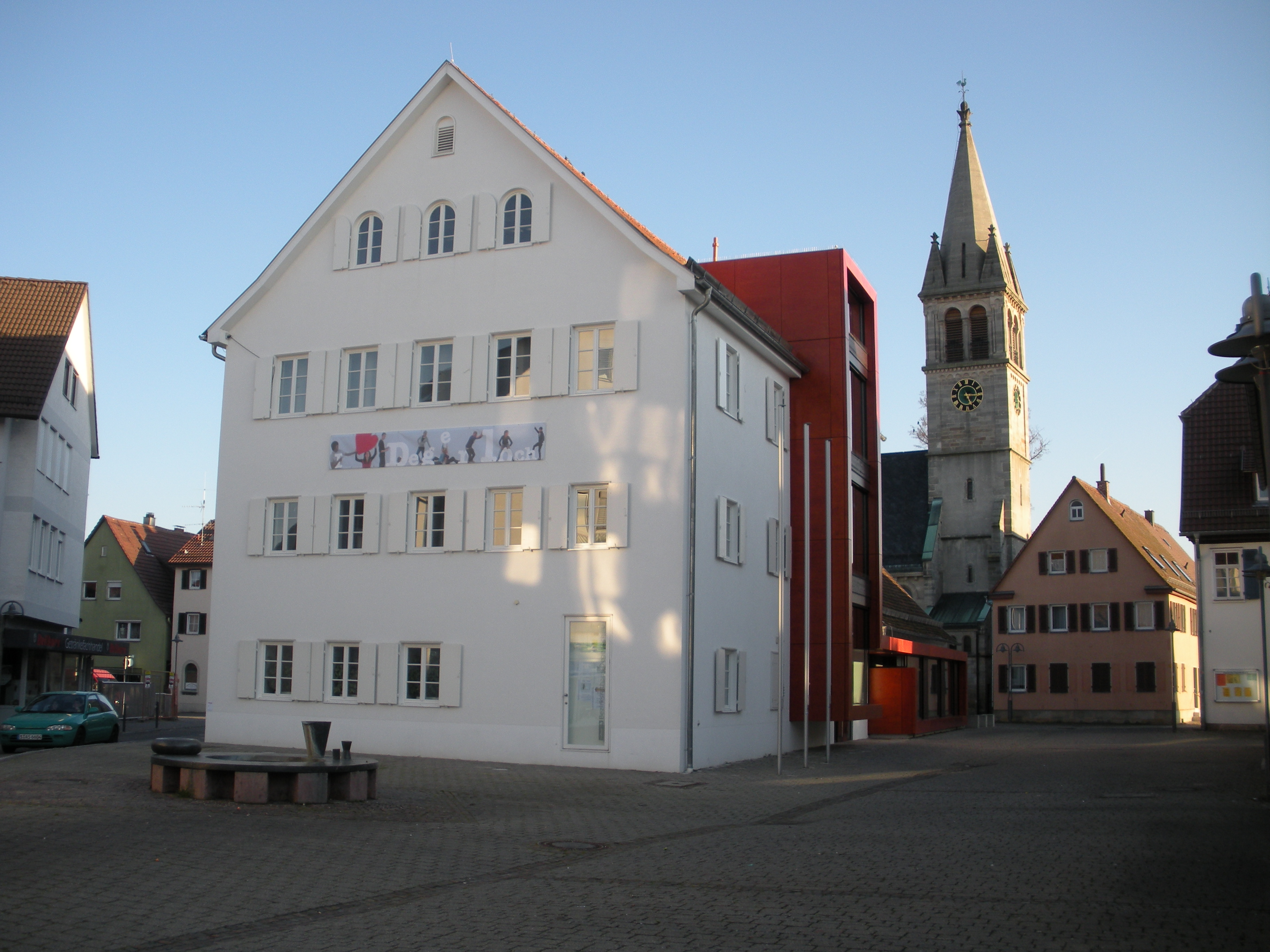
Bezirksrathaus Degerloch

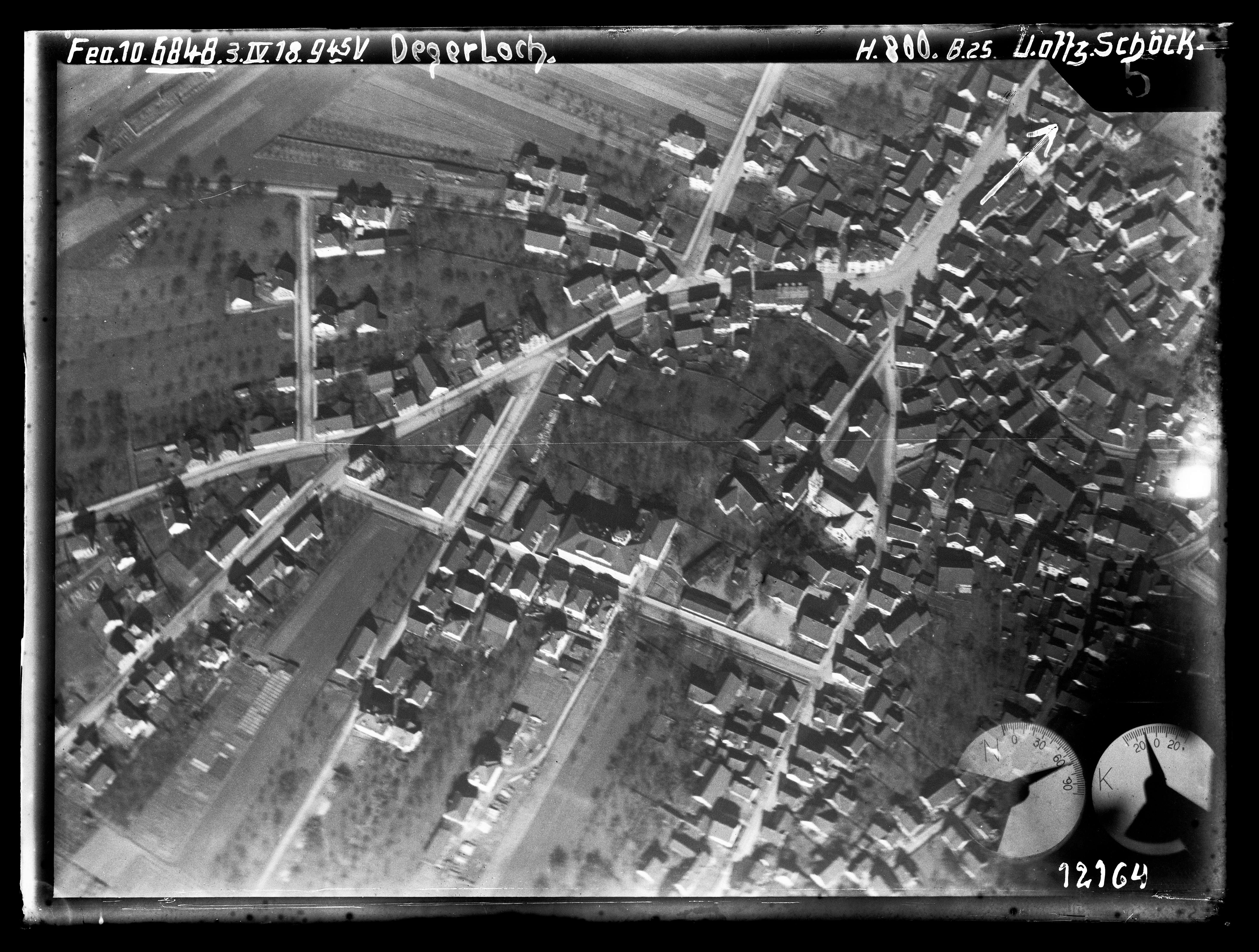
Luftbild von Degerloch, April 1918

Die ältesten Funde menschlicher Siedlungen in und um Degerloch, darunter ein Dorf der spiralkeramischen Zeit, datieren aus der Jungsteinzeit um 2000 v. Chr., außerdem gibt es Funde aus der Hallstattzeit (800–400 v. Chr., Grabhügel und zwei Siedlungsstellen) und aus der Zeit der Kelten (Zeitenwende, Urnen). Die heutige Besiedlung entstand vermutlich zur Zeit der Alemannen um 500 n. Chr. von Möhringen aus. Der Name leitet sich aus dem althochdeutschen Wort „Tegerlohe“ ab und bedeutet „dichter Wald“. Damit wurde wohl ursprünglich der Wald westlich von Möhringen bezeichnet und diese Bezeichnung übertrug sich auf die Siedlung, die lange nur aus einzelnen Höfen bestand.
Degerloch wurde erstmals um 1100 in einer Schenkung an das Kloster Hirsau urkundlich erwähnt und umfasste damals zwölf Häuser. 1295 erwarben die Grafen von Württemberg den Ort Degerloch, während der Mutterort Möhringen an die Reichsstadt Esslingen am Neckar kam. Die Orte an der Grenze hatten in den Auseinandersetzungen zwischen Esslingen und Württemberg im 14. und 15. Jahrhundert sehr zu leiden. 1449 wurde Degerloch durch Esslinger niedergebrannt. Auch im Bauernkrieg, im Dreißigjährigen Krieg, im Pfälzischen Erbfolgekrieg und in den Napoleonischen Kriegen kam es zu Truppendurchzügen und Plünderungen.
Eine Kapelle wurde in Degerloch erstmals 1361 erwähnt und 1468, nach der kirchlichen Loslösung von Möhringen, zur Pfarrkirche erhoben. Wie ganz Württemberg wurde Degerloch im Zuge der Reformation evangelisch, Katholiken sind erst wieder seit dem späten 19. Jahrhundert ansässig. Im 18. Jahrhundert verdoppelte sich die Einwohnerzahl von 502 Personen im Jahr 1703 auf 1038 Einwohner im Jahr 1807.
Degerloch war seit jeher ein von Acker-, Obst- und Weinbau geprägter Ort mit stark parzellierten Nutzflächen. Aufgrund der kleinen Gemarkung (rund 350 Hektar) pachteten die Degerlocher Bauern um 1850 rund 180 Hektar von umliegenden Gemarkungen hinzu. Im 19. Jahrhundert kam es aufgrund der beengten und ärmlichen Verhältnisse zunächst noch zur Auswanderung von rund 250 Einwohnern, jedoch geriet Degerloch rasch in den Sog der Industrialisierung, die im Stuttgarter Raum zu einem bedeutenden Umschwung führte. Mit der bis 1831 angelegten Neuen Weinsteige als einer der wichtigsten Einfallstraßen nach Stuttgart und der 1884 in Betrieb genommenen Dampfzahnradbahn wies der Ort wichtige Verkehrsverbindungen auf und wandelte sich von etwa 1850 bis 1890 von einem bäuerlichen Ort zu einem Handwerks- und Gewerbevorort. Die Ansiedlung von Industrie sorgte für einen gewissen Wohlstand. 1904 kam mit der Neuen-Weinsteige-Linie eine zweite Verkehrsverbindung mit der Landeshauptstadt hinzu.
Am 1. August 1908 wurde Degerloch nach Stuttgart eingemeindet und dann als Stadtteil geführt.
Im Zweiten Weltkrieg war Degerloch von den Luftangriffen auf Stuttgart betroffen, die – wie in der Nacht vom 15. auf den 16. März 1944 – häufig mehr das Umland als die Stuttgarter Innenstadt trafen. Der schwerste Luftangriff auf Degerloch erfolgte in der Nacht vom 25. auf den 26. Juli 1944. Am 22. April 1945 übergab der NSDAP-Oberbürgermeister Karl Strölin im Degerlocher Gasthof „Zum Ritter“ die umkämpfte Stadt Stuttgart an französische Truppen.
1945 wurde im Bereich Jahnstraße/Ecke Ahornstraße auf dem Gelände des Sanatorium Katz ein DP-Lager eingerichtet. Das Lager war vor allem als Erholungsheim für kranke und alte Menschen konzipiert und wurde anfänglich von dem deutschen Arzt Dr. Katz geführt. Ab Anfang Oktober 1945 Stand das Lager unter der Leitung der UNRRA.

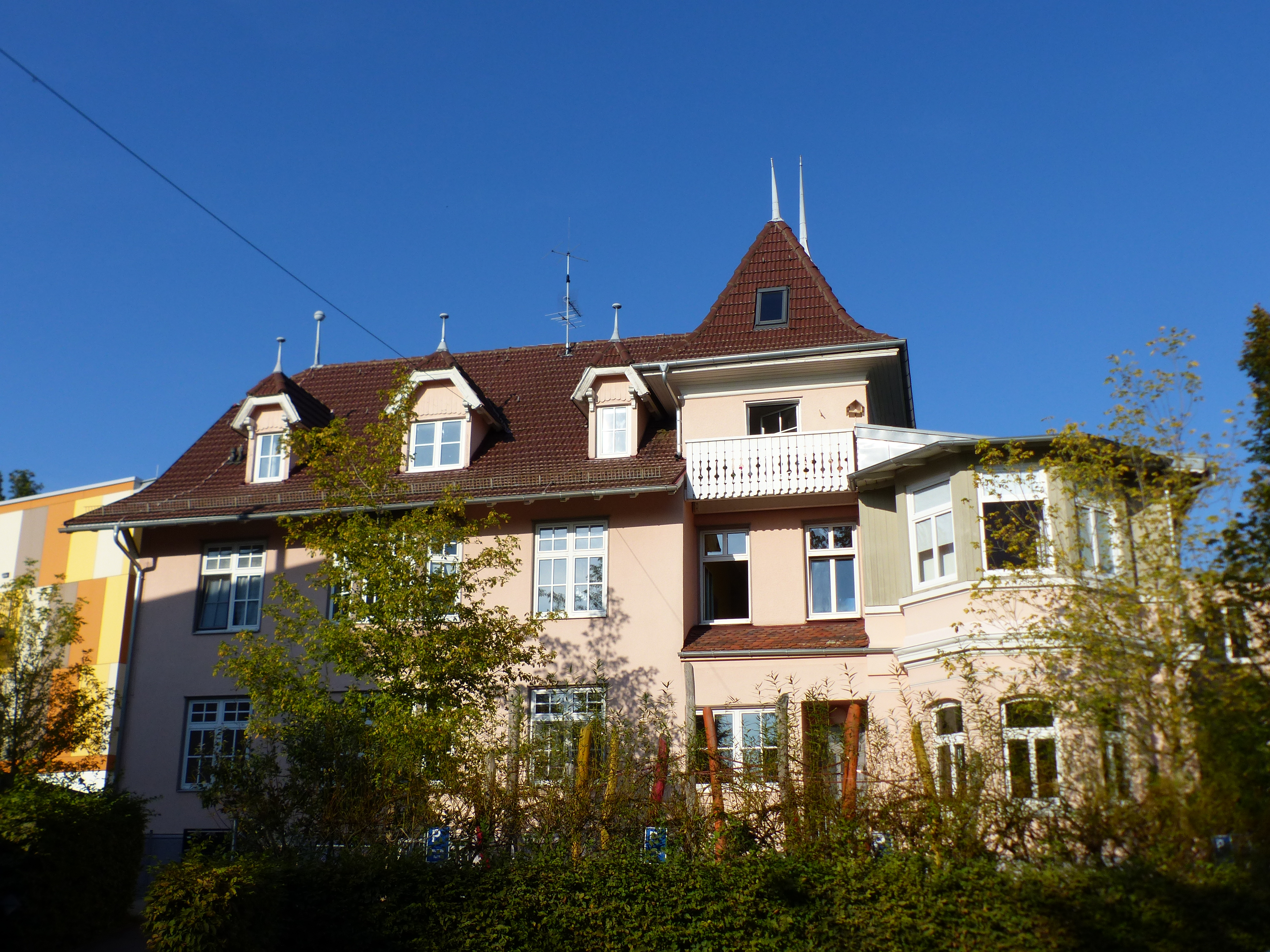
Ehemaliges Sanatorium Katz in der Ahornstraße 11. Das Gebäude steht heute auf der Liste der Kulturdenkmale in Degerloch.

Im März 1946 hielten sich in dem Lager 260 Menschen auf. Die Belegungszahlen sanken in den Folgejahren kontinuierlich; Im Oktober 1948 waren es noch 75 Bewohner, die, sofern sie nicht emigrierten, Aufnahme im DP-Lager Stuttgart-West fanden.
Ein Insasse des DP-Lagers Degerloch war der polnische Jude Alex Sofer, der einige Konzentrationslager überlebt hatte, unter anderem auch das KZ Dautmergen. Seine Erinnerungen, die er in Degerloch auf Jiddisch verfasst hatte, wurden 2023 auf Deutsch veröffentlicht.

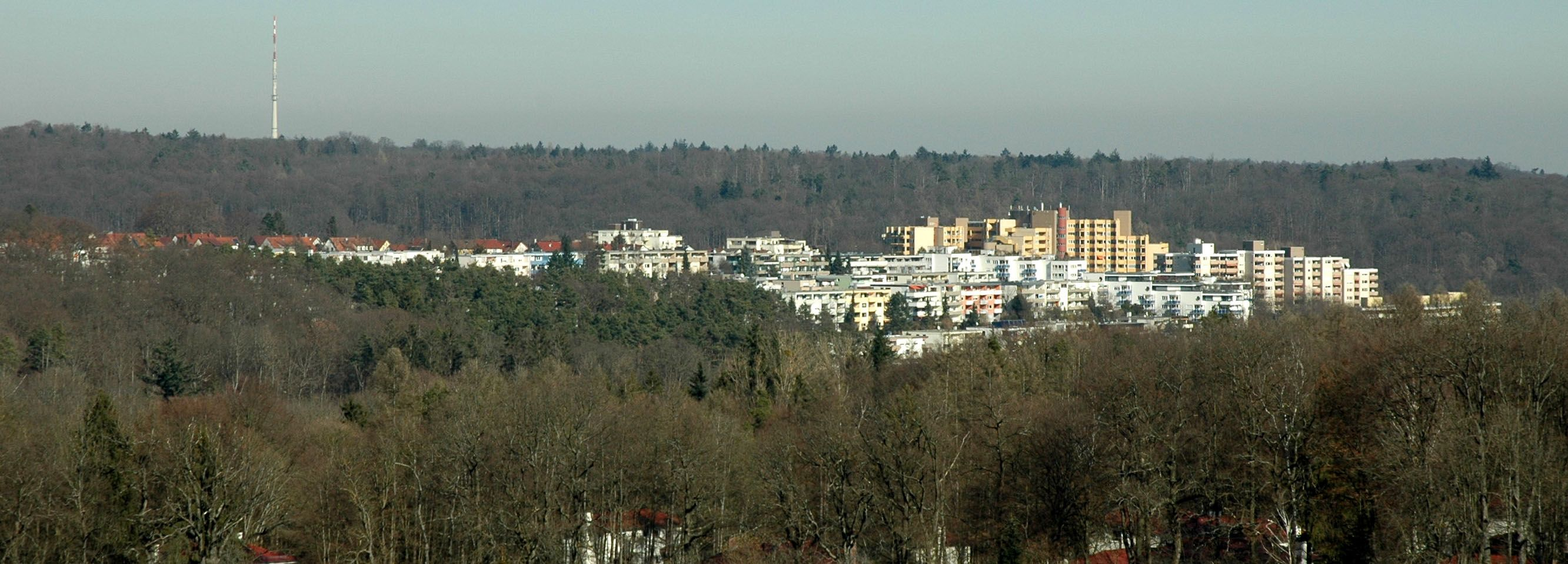
Hoffeld von Südwesten

Der Stadtteil Hoffeld geht auf einen vermutlich um 750 von Plieningen gegründeten und um 1100 erwähnten Ittinghauser Hof zurück, von dem der Gemarkungsname Hoffeld herrührt. Der Hof verkam im 17. Jahrhundert, wurde dann durch Degerloch erworben und im Jahr 1746 abgerissen. Von 1926 bis 1956 befand sich auf dem Hoffeld der Sender Stuttgart-Degerloch, dessen zwei 100 Meter hohe Stahlfachwerktürme der Rundfunkausstrahlung dienten. Nach 1930 entstand die Hoffeldsiedlung, die 1955 bis 1977 erweitert und bereits 1956 mit Degerloch zum Stadtbezirk Degerloch vereinigt wurde.
Bei der Neugliederung der Stuttgarter Stadtteile zum 1. Januar 2001 wurde der Stadtteil Degerloch in die Stadtteile Degerloch (neu), Haigst, Tränke und Waldau aufgeteilt. Mit Hoffeld besteht der Stadtbezirk Degerloch seither aus fünf Stadtteilen.

## Verkehr

### Fernstraßen

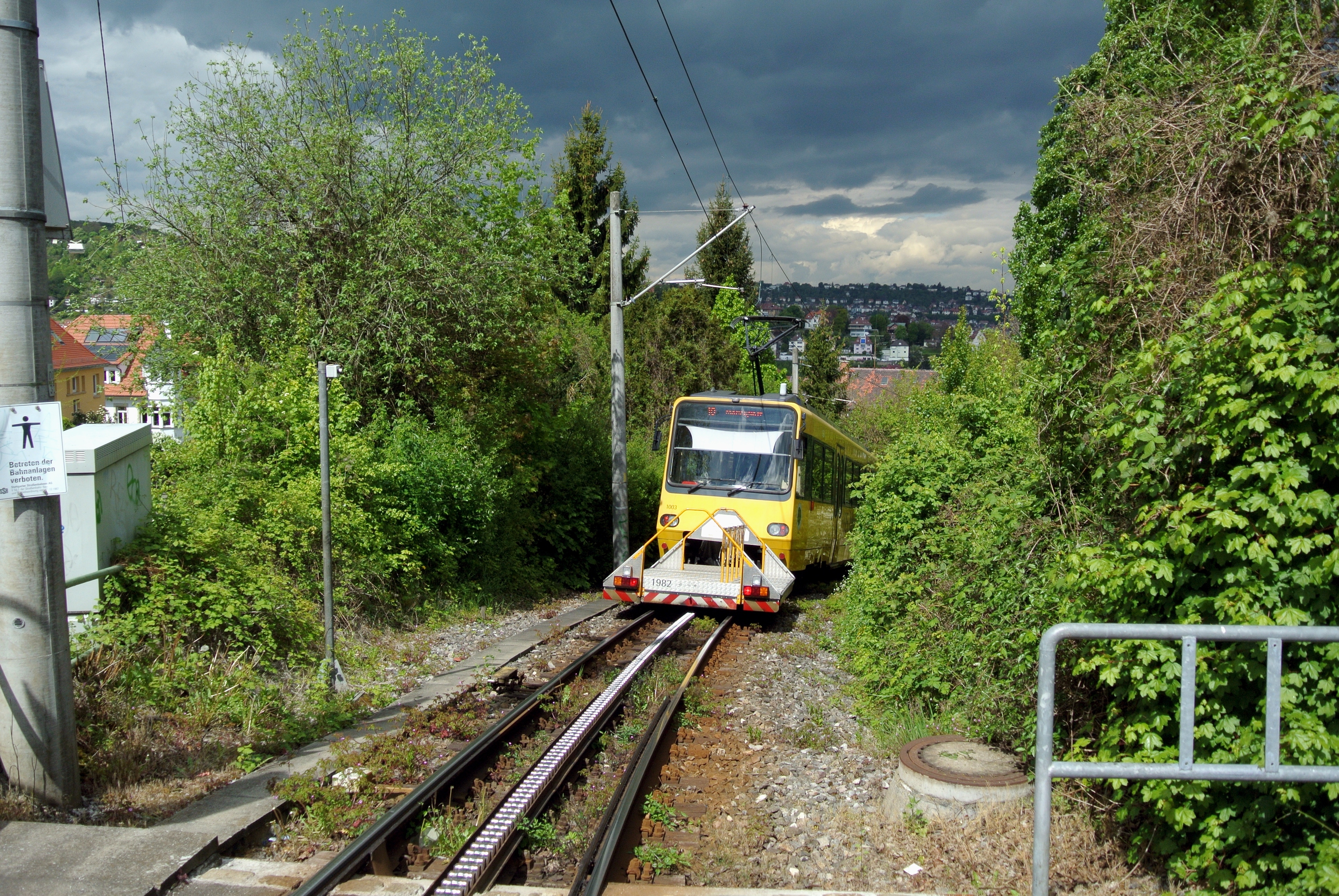
Zahnradbahn mit Vorstellwagen zur Fahrradmitnahme, zwischen Pfaffenweg and Liststraße

Über die Neue Weinsteige (B 27 Heilbronn–Tübingen) ist Degerloch mit der Innenstadt und der A 8 (Karlsruhe–Ulm) verbunden (Echterdinger Ei).

### Öffentlicher Verkehr
- Die seit 1884 bestehende Zahnradbahn (Linie 10) verkehrt entlang der Alten Weinsteige und verbindet Degerloch mit dem Marienplatz in Stuttgart-Süd.
- Degerloch wird von den Stadtbahn-Linien U5 (Killesberg–Hauptbahnhof–Degerloch–Möhringen–Leinfelden), U6 (Gerlingen–Hauptbahnhof–Degerloch–Möhringen–Flughafen/Messe), U8 (Ostfildern-Nellingen–Degerloch–Möhringen–Vaihingen; nur Montag bis Freitag) sowie U12 (Remseck–Hallschlag–Nordbahnhof–Hauptbahnhof–Degerloch–Möhringen–Dürrlewang) bedient, die vier Haltestellen auf Degerlocher Gemarkung anfahren. Die Feinverteilung in Degerloch wird von sieben Buslinien übernommen, zusätzlich verkehrt an Messetagen eine Buslinie 78 zur Fildermesse am Flughafen in Echterdingen.
- Zwischen dem Waldfriedhof und dem Südheimer Platz in Heslach verkehrt eine Standseilbahn (Linie 20).

### Radverkehr
Durch Degerloch verlaufen die Hauptradrouten (HRR) 3 und 10 der Stadt Stuttgart. Die HRR 3 verbindet Degerloch (Waldau) über Stuttgart-Süd (Bopser) mit Stuttgart-Mitte und in der anderen Richtung mit Birkach und Plieningen. Sie verläuft in Bopser allerdings großteils auf einem Waldweg. In Degerloch verläuft sie auf dem Königsträßle. Die HRR 10 führt von Sindelfingen her kommend über Vaihingen und Sonnenberg nach Degerloch und weiter über Sillenbuch Richtung Ostfildern.
Die HRR 3.1. soll vom Königsträßle in Bopser kommend näher an die Ortsmitte Degerlochs heranführen als die HRR 3. Sie soll in der Karl-Pfaff-Straße die HRR 10 queren und dort in die HRR 44 übergehen, die dann weiter nach Schönberg führt. Diese Strecken sind aber noch nicht vollständig beschildert.
Für die Zukunft ist eine Radschnellverbindung vom Stadtzentrum über Degerloch nach Möhringen vorgesehen. Am Rande des Stadtbezirks soll überdies eine Radschnellverbindung vom Stadtzentrum über die Ruhbank nach Plieningen führen.

## Sehenswürdigkeiten

### Sakralbauten
- Die evangelische Pfarrkirche, seit 1949 sog. Michaelskirche, ist die älteste Kirche des Ortes. Ihr Turm geht auf den der 1361 erwähnten  Kapelle bzw. Filialkirche zurück. Ihr neoromanisches Schiff entstand 1889/90 nach Plänen von Oberbaurat Christian Friedrich Leins. 1961 wurde der von Heinrich Dolmetsch 1890 ausgestaltete Innenraum des Sakralbaus ausgeräumt und nach Entwürfen von Hans Seytter umgestaltet.[6]
- Die neuapostolische Kirchengemeinde in Degerloch besteht seit 1914 in der Leinfeldener Straße 26. Seit 1937 steht in ihr die älteste Pfeifenorgel Degerlochs. Die Komplettsanierung 1996 erhielt einen Preis für beispielhaftes Bauen von der Architektenkammer Baden-Württemberg.[7]
- Die katholische Kirche Maria Himmelfahrt, ein Bau von Architekt Hugo Schlösser, wurde 1927 geweiht, die evangelische Hoffeldkirche 1933.

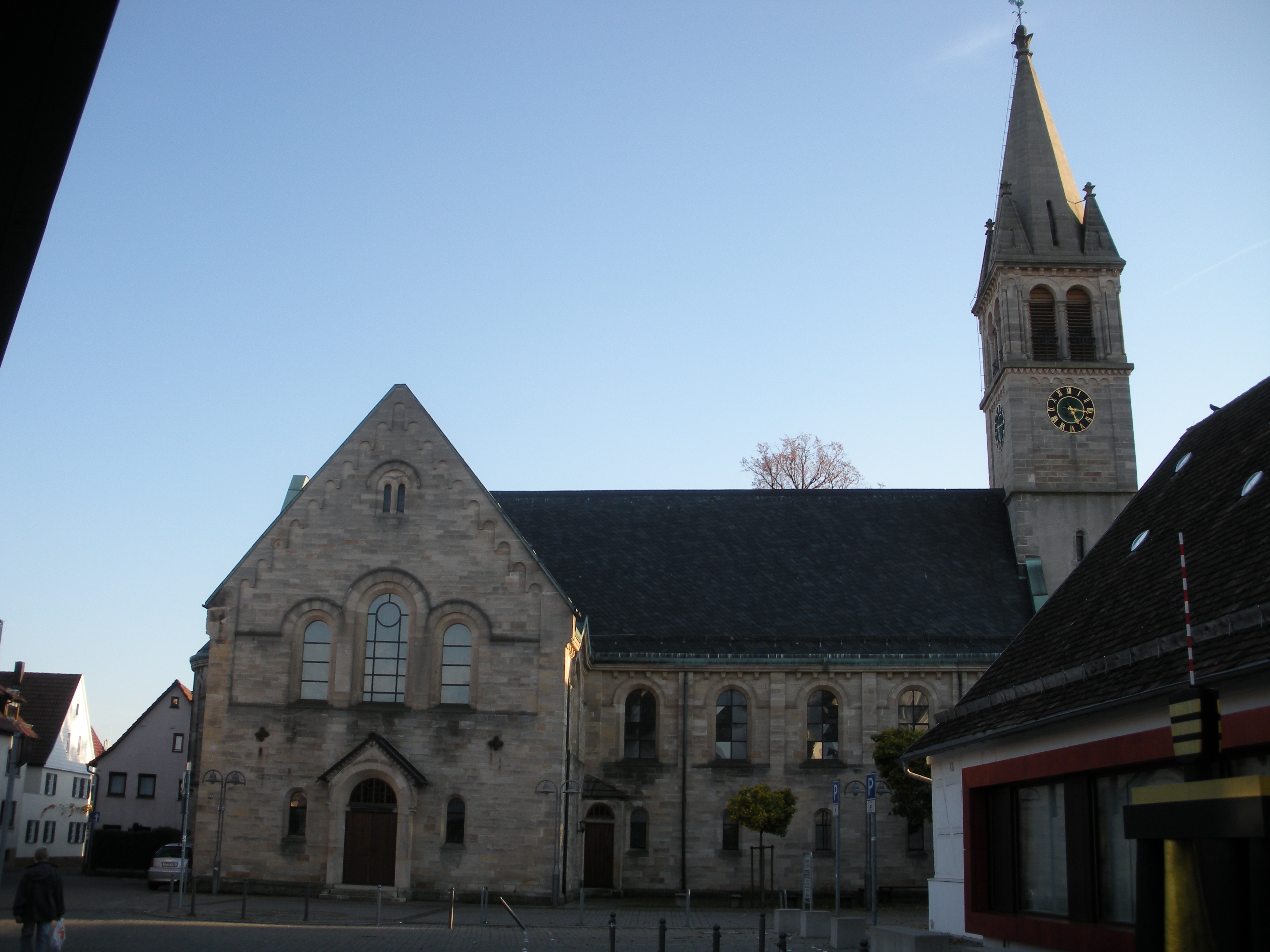
Evangelische Michaelskirche, erbaut ab Mitte 14. Jh. bis 1890
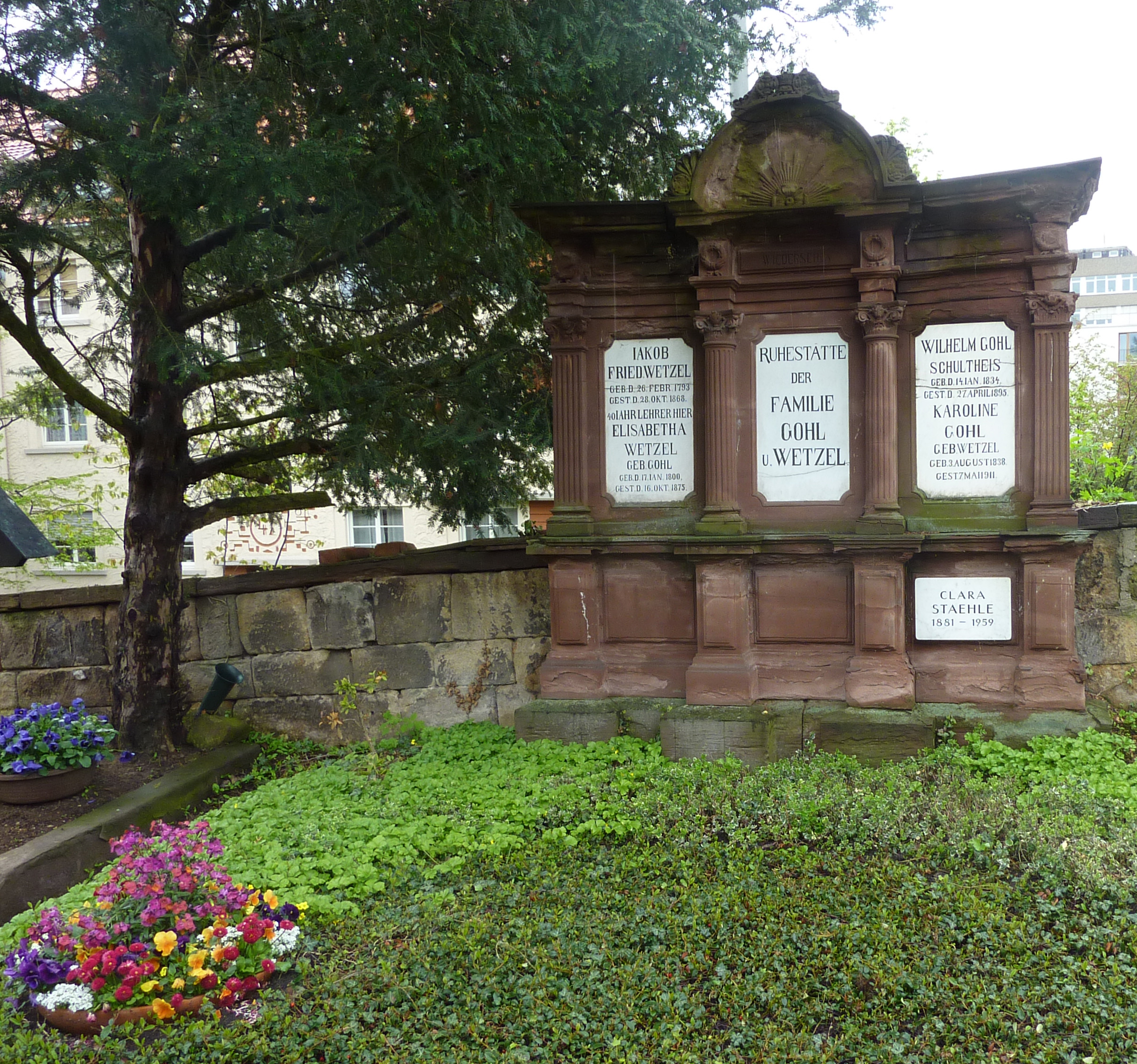
Grabmal von 1871 in Formen der italienischen Renaissance auf dem Alten Friedhof, seit 2024 abgebaut u. dem Verfall ausgesetzt

### Profanbauten
- Das Rathaus von Degerloch entstand 1845
- Der Wasserturm Stuttgart-Degerloch aus dem Jahr 1911
- Bekannteste Sehenswürdigkeit Degerlochs ist der Stuttgarter Fernsehturm
- Haus des Waldes, ein Naturkundemuseum über die Ökologie, die Flora und die Fauna des Waldes; unter anderem zahlreiche Tierpräparate.
- Längs und südlich der Jahnstraße befinden sich mehrere teils denkmalgeschützte Villen. Dort besaß die Ehefrau von Werner von Siemens eine Sommerresidenz, in ihrer Nachbarschaft betrieb der Verleger Euchar Nehmann ein privates Observatorium.

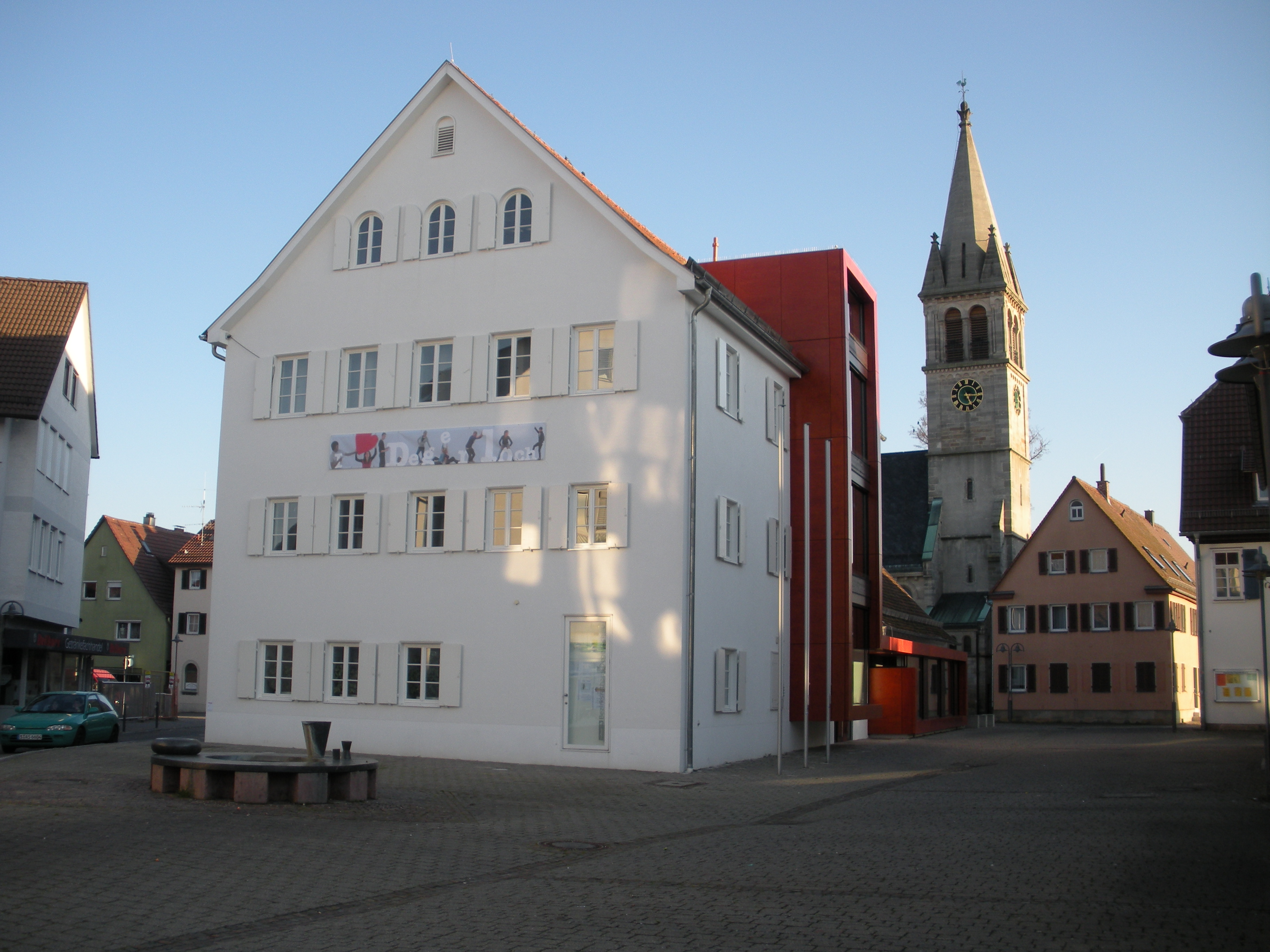
Das Bezirksrathaus
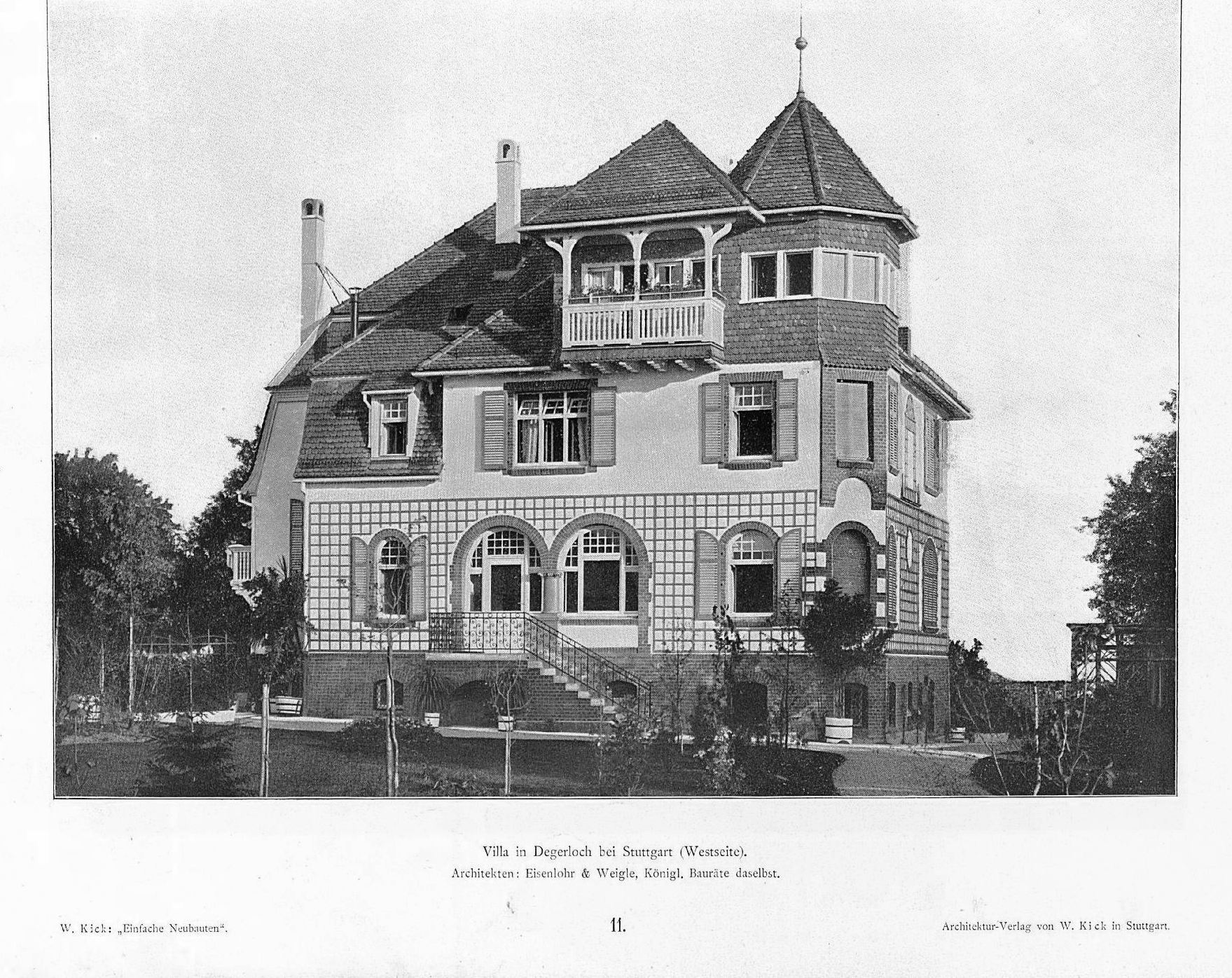
Villa
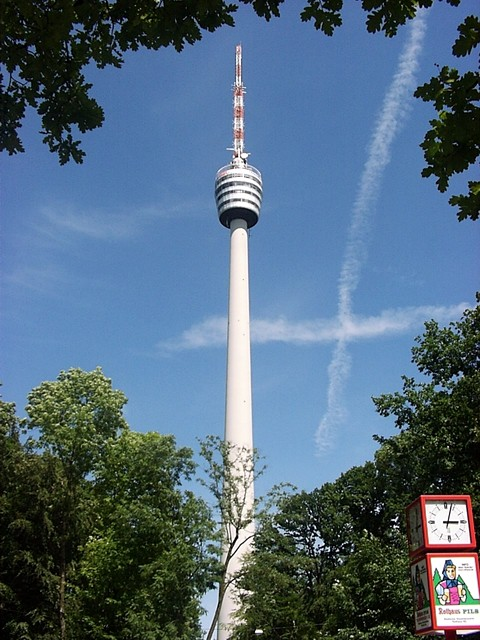
Stuttgarter Fernsehturm
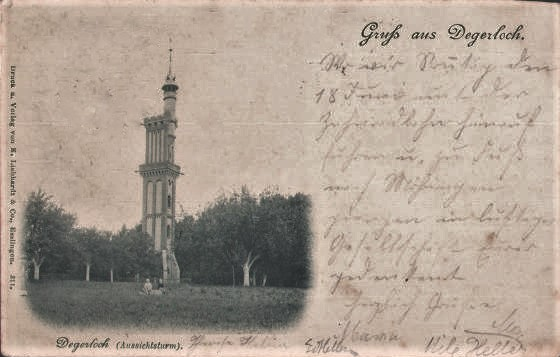
Der ehemalige Aussichtsturm, Ansichtskarte von Karl Liebhardt

- Die Villa Weitbrecht an der Lohengrinstraße 9 durch Wilhelm Lochstampfer gemeinsam mt G. P. Gessinger entworfen[8]

### Friedhöfe
Sehenswert sind auch die Friedhöfe in Degerloch:
- Der Waldfriedhof Stuttgart mit den Gräbern zahlreicher Prominenter,
- der Dornhaldenfriedhof unter anderen mit den Gräbern von RAF-Mitgliedern sowie
- der 1870 angelegte Alte Friedhof am ehemaligen Zahnradbahnhof mit Grabmalen ab 1871.[9]

### Andere
Von 1926 bis 1930 betrieb der Süddeutsche Rundfunk in Hoffeld seine zentrale Sendeanlage für Mittelwelle. Als Antenne diente eine T-Antenne, die an zwei freistehenden Stahlfachwerktürmen aufgehängt war. Diese Türme überstanden den Zweiten Weltkrieg und wurden gegen Ende der 1950er-Jahre demontiert, heute befindet sich auf dem ehemaligen Senderareal ein Sportplatz. Das Käshäusle, der letzte Überrest des Dorfes Ittinghausen, wurde 1934 abgerissen.
Ein vom Ziegeleibesitzer Kühner 1885/86 erbauter Aussichtsturm an der Ecke Hainbuchenweg/Nägelestraße (bis 1938: Turmstraße), der von Degerlochs früher Zeit als Luftkurort zeugte, wurde 1943 kriegsbedingt gesprengt. Nach diesem Aussichtsturm war bis etwa 1900 eine Haltestelle der Zahnradbahn benannt.
In Degerloch, an der Bezirksgrenze zu Stuttgart-Süd befindet sich auch der Santiago-de-Chile-Platz.

## Schulen/Jugend
In Degerloch befinden sich vier öffentliche Schulen in Trägerschaft der Stadt Stuttgart, nämlich das Wilhelms-Gymnasium, die Fritz-Leonhardt-Realschule, die Filderschule (Grundschule) und die Albschule (Grundschule). Ferner gibt es die private Waldschule, die Freie Aktive Schule Stuttgart sowie die 1998 erbaute Internationale Schule Stuttgart (International School of Stuttgart), jeweils in Trägerschaft eines eingetragenen Vereins.

## Sportanlagen

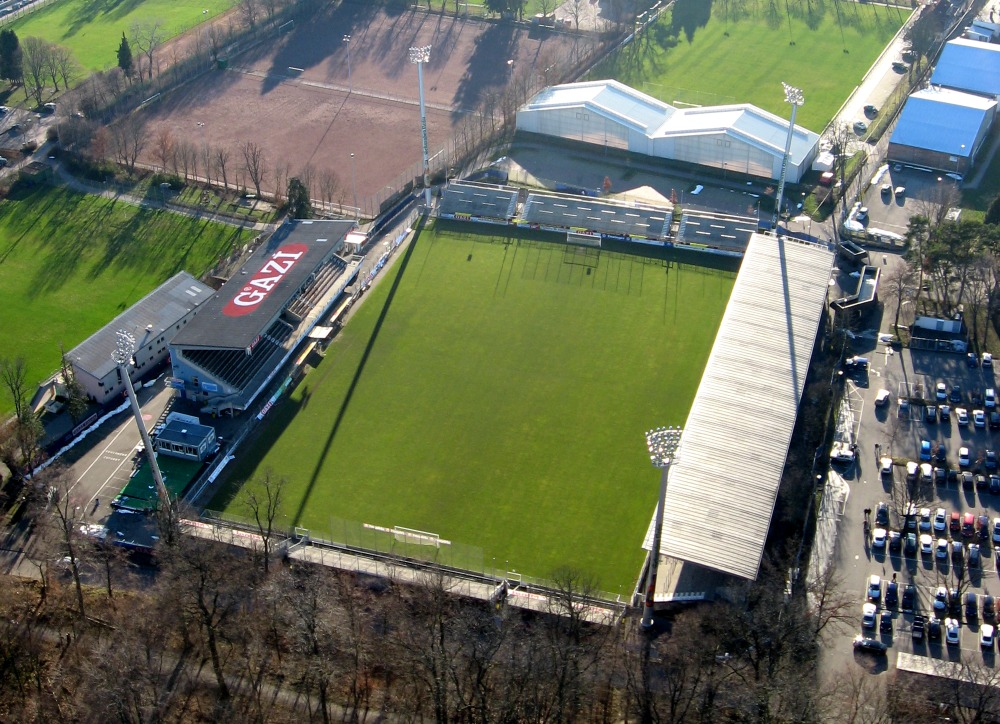
Gazi-Stadion auf der Waldau

Im Nordosten, zwischen dem bebauten Gebiet und dem Fernsehturm, befindet sich direkt unterhalb der höchsten Stelle des Bopser das Sportzentrum Waldau mit mehreren Sportplätzen, unter anderem:
- Gazi-Stadion auf der Waldau (bis 2004 Waldau-Stadion) – Heimat seit 1905 der Stuttgarter Kickers, seit 1982 der Stuttgart Scorpions und seit 2008 des VfB Stuttgart II.
- Eissportzentrum Waldau – Heimat des Stuttgarter EC und weiterer Eissportvereine
- Stadion Hohe Eiche – Heimat des Stuttgarter RC und des LAC Degerloch
- Hockeystadion DataGroup Hockeypark – Heimat des HTC Stuttgarter Kickers

## Weinbau
In der Einzellage Degerlocher Scharrenberg (Weinbaugebiet Württemberg, Bereich Remstal-Stuttgart, Großlage Weinsteige) wird Weinanbau im Nebenerwerb oder als Freizeitbeschäftigung betrieben. Die in der Hauptsache angebaute Rebsorte ist der in Württemberg allgegenwärtige Trollinger.
Der Degerlocher Scharrenberg Trollinger trocken Jahrgang 2004 des Stuttgarter Sommeliers, Weinhändlers und Nebenerwerbswinzers Bernd Kreis erreichte bei einer Trollingervergleichsprobe des Magazins Der Feinschmecker (Ausgabe Juli 2005) den ersten Platz.

## Politik
Dem Bezirksbeirat Degerloch gehören aufgrund der Einwohnerzahl des Stadtbezirks 11 ordentliche und ebenso viele stellvertretende Mitglieder an. Seit der letzten Kommunalwahl 2024 gilt die nebenstehende Sitzverteilung.
- Grüne: 3
- SPD: 1
- FDP: 2
- FW: 1
- CDU: 3
- AfD: 1

### Wappen
| Wappen von Degerloch | Blasonierung: „In Rot unter einer silbernen Pflugschar zwei schräggekreuzte silberne Schwerter (Degen) mit goldenen Knäufen, Griffen und Parierstangen.“ |
| Wappen von Degerloch | Wappenbegründung: Das Wappen von Degerloch ist seit 1654 bekannt, als es auf einem Glasfenster im alten Gemeindehaus erscheint. Die Farbe auf dem Glas ist eher violett, was bei späteren Bildern zu einem blauen statt roten Feld geführt hat. Die Farbveränderung ist jedoch auf die Herstellungsweise des Glases zurückzuführen. Andere Quellen weisen darauf hin, dass das rote Feld die richtige Farbe hat. Das Wappen ist eine Kombination aus einem Pflugeisen, einem Symbol der Landwirtschaft, und zwei Kantschwertern (Degen). Das Pflugeisen ist jedoch auf den Siegeln des Dorfes aus dem 19. Jahrhundert nicht zu sehen. Ende des 19. Jahrhunderts taucht es wieder auf. |

## Persönlichkeiten

### Ehrenbürger
- 1885: Hermann (von) Ehmann (1844–1905), Oberbaurat

### In Degerloch geboren
- Bernhard Hell (1877–1955), Reformpädagoge und Autor
- Eva Christa (1896–1970), Schauspielerin und Filmregisseurin
- Siegfried Sauter (1916–2008), Fotograf
- Gerhard Raff (* 1946), Historiker und freier Schriftsteller
- Sibylle Lewitscharoff (1954–2023), Schriftstellerin[12]
- Gloria von Thurn und Taxis (* 1960), Unternehmerin
- Robert Zepf (* 1968), deutscher Bibliothekar

### Persönlichkeiten

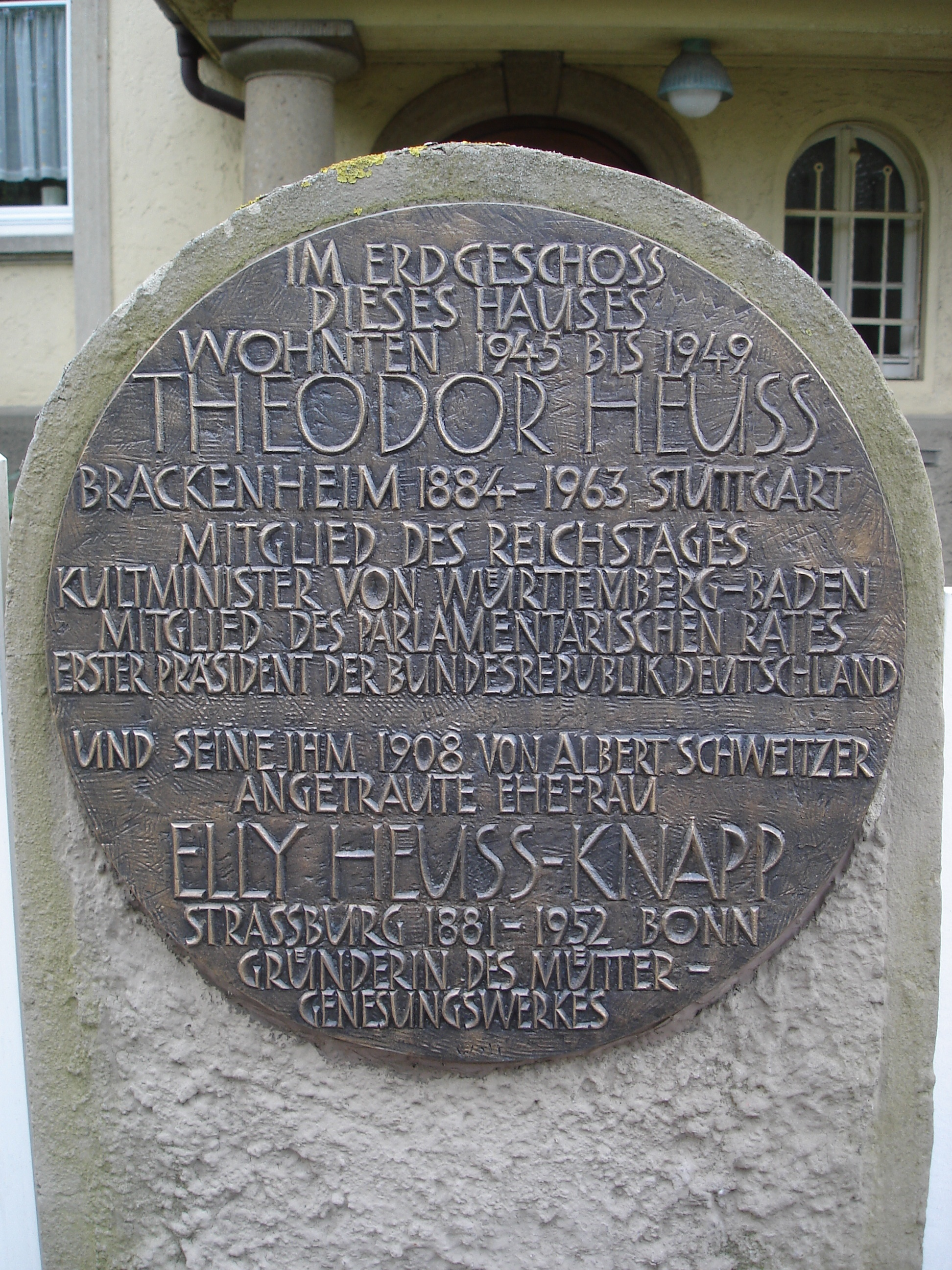
Gedenktafel am ehemaligen Wohnhaus von Theodor Heuss von Markus Wolf (2002)

- Theodor Heuss und Elly Heuss-Knapp wohnten vor Heuss’ Wahl zum Bundespräsidenten in einem Haus in der Löwenstraße, das mit einer entsprechenden Informationstafel versehen ist.
- Anton Hinderberger, Domdekan zu Rottenburg, Initiator und Vorsitzender des Diözesanen Siedlungswerkes war von 1934 bis 1938 Stadtpfarrer in Degerloch